# Sieverstorstraße 57

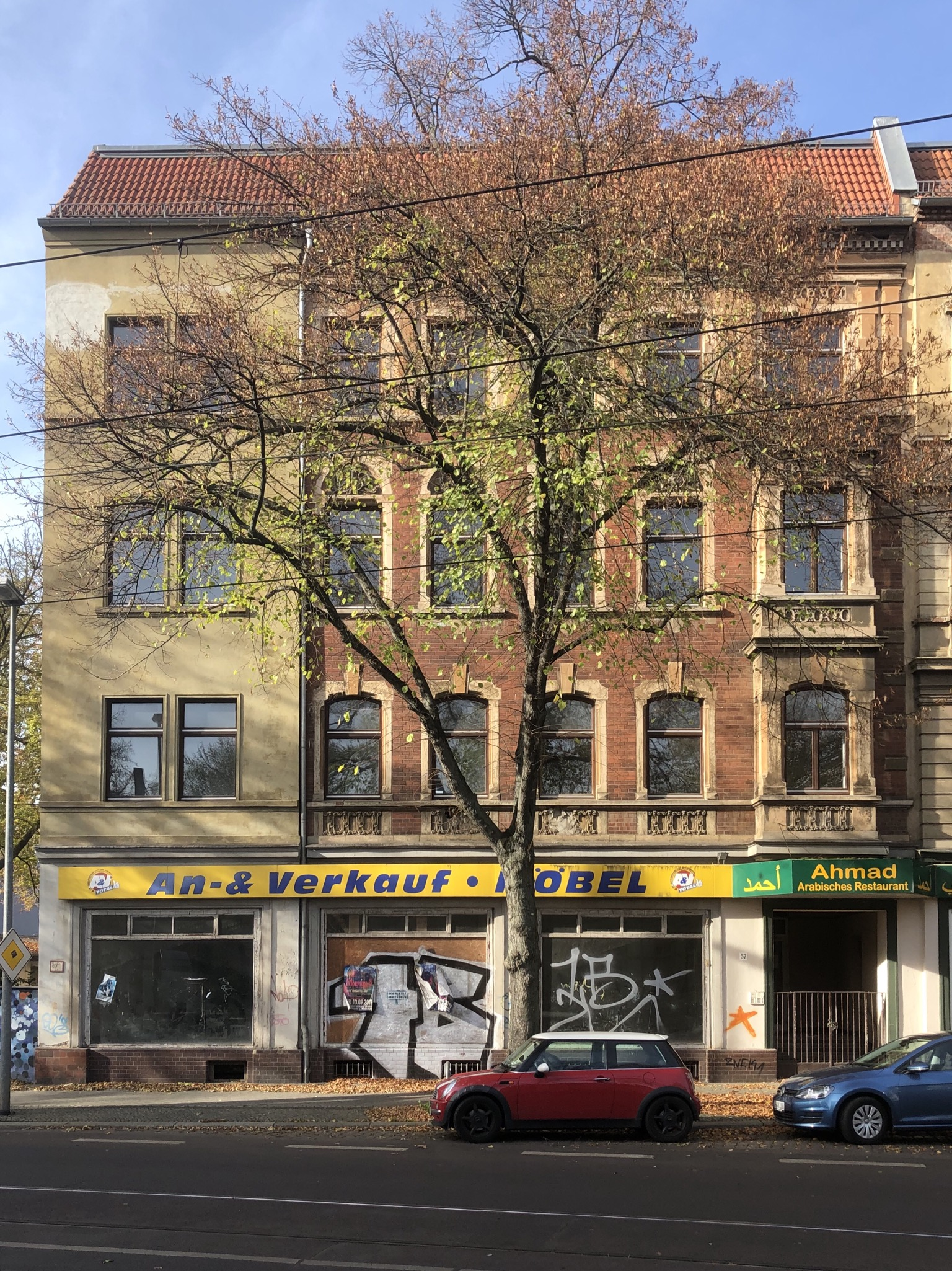
Haus Sieverstorstraße 57 im Jahr 2019

Das Haus Sieverstorstraße 57 ist ein denkmalgeschütztes Wohn- und Geschäftshaus in Magdeburg in Sachsen-Anhalt.

## Lage
Es befindet sich auf der Westseite der Sieverstorstraße im Magdeburger Stadtteil Alte Neustadt. Nördlich grenzt das gleichfalls denkmalgeschützte Haus Sieverstorstraße 56 an.

## Architektur und Geschichte
Der viergeschossige Bau wurde im Jahr 1895 im Stil des Neobarock für den Tischlermeister Albert Fehle vom Maurermeister August Meurice errichtet. Die siebenachsige Fassade ist mit Putzelementen gegliedert. Oberhalb der Fensteröffnungen und in den Brüstungen befindet sich Stuckdekor. Vor dem ersten und zweiten Obergeschoss der äußersten rechten Achse befindet sich ein Erker. Der Erker und das komplette dritte Obergeschoss sind verputzt. Unterhalb des Erkers befindet sich der Hauseingang. Die ursprüngliche Fassadengestaltung der beiden linken Achsen ist nicht erhalten. Im Erdgeschoss befinden sich Räumlichkeiten für ein Ladengeschäft.
Im örtlichen Denkmalverzeichnis ist das Wohn- und Geschäftshaus unter der Erfassungsnummer  094 81862 als Baudenkmal verzeichnet.
Das Haus gilt als Bestandteil eines erhaltenen gründerzeitlichen Straßenzuges als prägend für das Straßenbild.